# Publishers Weekly
Il Publishers Weekly è una pubblicazione statunitense legata alle uscite dei romanzi, dei best seller, e delle librerie.
Viene pubblicato dal 1940, cinquanta volte all'anno, settimanalmente, e comprende 40 pagine.
Da quando è uscito ha incluso 6000 pubblicazioni; 5500 librerie pubbliche; 3800 serie di libri; 1600 autori e scrittori; 1500 college e università librarie; 950 film e stampe; e 750 agenti letterari.